# Kobeltsmühle
Kobeltsmühle war ein Gemeindeteil der Großen Kreisstadt Dinkelsbühl im Landkreis Ansbach (Mittelfranken, Bayern). Mittlerweile ist der Ort eine Wüstung. Kobeltsmühle lag in der Gemarkung Dinkelsbühl.

## Geografie
Die Einöde lag auf einer Höhe von 445 m ü. NHN am Mutschachgraben, einem linken Zufluss der Wörnitz.

## Geschichte
Die Fraisch über die Kobeltsmühle war strittig zwischen dem ansbachischen Oberamt Feuchtwangen, dem oettingen-spielbergischen Oberamt Dürrwangen und der Reichsstadt Dinkelsbühl. Das Anwesen hatte die Reichsstadt Dinkelsbühl als Grundherrn.
Im Jahr 1809 wurde Kobeltsmühle infolge des Gemeindeedikts dem Steuerdistrikt und der Munizipalgemeinde Dinkelsbühl zugeordnet.
Eine frühere Bezeichnung der Einöde lautete „Kobelsmühle“.

## Einwohnerentwicklung
| Jahr      | 001818 | 001840 | 001871 | 001885 | 001900 | 001925 | 001950 | 001961 | 001970 | 001987 |
| Einwohner | 3      | 6      | 11     | 6      | 10     | 5      | 3      | 1      | 1      | *      |
| Häuser    | 2      | 1      |        | 1      | 1      | 1      | 1      | 1      |        | *      |
| Quelle    | [ 7 ]  | [ 8 ]  | [ 9 ]  | [ 10 ] | [ 11 ] | [ 12 ] | [ 13 ] | [ 14 ] | [ 15 ] | [ 16 ] |

## Religion
Der Ort war seit der Reformation evangelisch-lutherisch geprägt und war ursprünglich nach St. Wendelin (Lehengütingen) gepfarrt, seit der ersten Hälfte des 19. Jahrhunderts war die Pfarrei St. Paul (Dinkelsbühl) zuständig. Die Katholiken waren nach St. Georg (Dinkelsbühl) gepfarrt.